# Inge Glashörster
Ingeburg „Inge” Glashörster, po mężu Perske (ur. 13 maja 1927 w Saarbrücken, zm. 20 lipca 2015 tamże) – niemiecka lekkoatletka specjalizująca się w biegach sprinterskich, reprezentantka Protektoratu Saary, uczestniczka igrzysk olimpijskich.
Glashörster reprezentowała Protektorat Saary na Letnich Igrzyskach Olimpijskich 1952 w Helsinkach. Była wówczas zawodniczką klubu SV Saar 05. W biegu eliminacyjnym w sztafecie 4 × 100 m wraz z Hilde Antes, Inge Eckel i Ursel Finger zajęła ostatnie, 5. miejsce, które nie dawało awansu do finału. Reprezentantki Saary ustanowiły wówczas rekord kraju na tym dystansie wynoszący 49 s. Rekord osobisty w biegu na 100 m wynoszący 13,2 s ustanowiła w 1953.